# Брег
Брег (на немски: Breg) е река в Германия, най-дългият приток на Дунав. Извира на височина 1078 m в Шварцвалд, 6 km северозападно от Фуртванген. Изворът на реката е природна забележителност. След 49 km преминава през град Донауешинген и се влива в Дунав.
Брег снабдява с вода близо 291,2 km2 територия. Извира на около 100 m от вододела Рейн/Дунав. Само на разстояние от 900 m извира Елц, вливаща се в Рейн.